# Великогерманский путь объединения Германии
Великогерманский путь (нем. Großdeutsche Lösung) — модель решения Германского вопроса, которая обсуждалась, но была отвергнута на Франкфуртском национальном собрании 1848 года.

## Описание модели
По мысли сторонников «великогерманского пути» страны-участники германского союза должны были объединиться под руководством императора Австрийской империи. Великогерманскому пути был противопоставлен малогерманский путь объединения Германии — объединение германских земель под эгидой Пруссии без включения в новое государство немецкоговорящих территорий Австрийской империи.
Основной проблемой великогерманского сценария с точки зрения германских националистов того времени являлась мультинациональность населения Австрийской империи: более половины его составляли славяне, кроме того, не менее 10 процентов составляли венгры, также значительную часть составляли румыны, итальянцы и другие национальности. Таким образом государство, образовавшееся в случае реализации этого сценария в то время, не было бы с национальной точки зрения преимущественно германским.
В обоих вариантах в XIX веке по мысли их германских сторонников объединение Германии могло быть достигнуто предположительно австро-прусской войной, которая по мысли сторонников великогерманского пути должна была закончиться выделением Венгрии и других ненемецких областей Австрийской империи в отдельные государства, а по мысли сторонников малогерманского пути — исключением Австрийской империи в целом из сообщества германских государств.
После объединения Германии в 1871 году, произошедшего по «малогерманскому» сценарию, немецкоязычные земли Австрийской империи (с 1867 года — Австро-Венгрия) остались вне вновь созданной Германской империи. Однако элементы «великогерманского пути» использовались сторонниками такого политического движения, как пангерманизм.
На практике взаимоотношения двух империй выражались в военно-политическом союзе между ними, как самостоятельными государствами.
В Первой мировой войне Германия и Австро-Венгрия потерпели поражение, следствием которого стал распад Австро-Венгрии и превращение её немецкоязычных земель в независимое государство — Австрийскую республику. В условиях послевоенного кризиса новое государство демонстрировало слабую жизнеспособность, что вновь вернуло к жизни идею присоединения (по-немецки аншлюс) его земель к Германии. Однако Сен-Жерменский договор, подписанный державами-победительницами с Австрией, прямо запрещал такое объединение. Противились великие державы попыткам сближения двух государств и в дальнейшем. В статье «Национальные меньшинства» в Малой советской энциклопедии 1930 года изд. (том 5, стр. 642) по этому поводу указывалось следующее:  «Своеобразно положение Австрии, которую империалистические державы заставляют существовать как „самостоятельное государство“, не разрешая ей, несмотря на желание её населения, присоединиться к Германии» .
После аннексии Австрии в марте 1938 года Гитлера назвали «решителем германского вопроса». В 1943 году Германия официально называлась Великогерманской империей (нем. Großdeutsches Reich).
В ходе Второй мировой войны страны антигитлеровской коалиции взяли курс на восстановление независимой Австрии. Так, заключенная ими Московская декларация 1943 года признала присоединение Австрии к Германскому Рейху в марте 1938 года (так называемый «аншлюс») недействительным и предоставила Австрии право на образование независимого государства. В принятом совместном коммюнике в разделе об Австрии говорилось о желании всех правительств «видеть восстановленной свободную и независимую Австрию», что и было осуществлено после окончания войны. Австрийским государственным договором от 15 мая 1955 года практическое осуществление великогерманского пути было окончательно прекращено.
Великогерманский проект, скомпрометированный годами пребывания Австрии в составе гитлеровского рейха, после Второй мировой войны имел мало сторонников. В Германии он поддерживается Национал-демократической партией Германии, в Австрии — частью Австрийской партии свободы.